# قائمة زيارات صدام حسين الخارجية
هذه قائمة بالرحلات الدولية التي قام بها صدام حسين، نائب الرئيس السابق ورئيس العراق، من عام 1968 حتى الإطاحة به في غزو العراق عام 2003. بصفته نائبًا للرئيس، قام بزيارات رسمية إلى العديد من الدول ومثل العراق في العديد من الفعاليات. بعد توليه منصب الرئاسة وتزامنًا مع الحرب العراقية الإيرانية، حضر صدام العديد من قمم جامعة الدول العربية والمؤتمرات العالمية. بعد حرب الخليج، قلل صدام زياراته الخارجية لأسباب أمنية وتأثير ما بعد الحرب.

## ملخص
عدد الزيارات لكل دولة سافر إليها صدام حسين هي:
- زيارة واحدة إلى بلغاريا، وألمانيا الشرقية، ومصر، والمجر، ولبنان، واليمن الشمالي، ورومانيا، وإسبانيا، والسودان، ويوغوسلافيا
- زيارتان إلى الجزائر وإيران والأردن والكويت وسوريا وليبيا واليمن وإيران وتونس
- ثلاث زيارات إلى كوبا
- أربع زيارات إلى فرنسا والمملكة العربية السعودية
- ست زيارات إلى المغرب
- ثماني زيارات إلى الاتحاد السوفييتي

## الستينيات

#### 1969

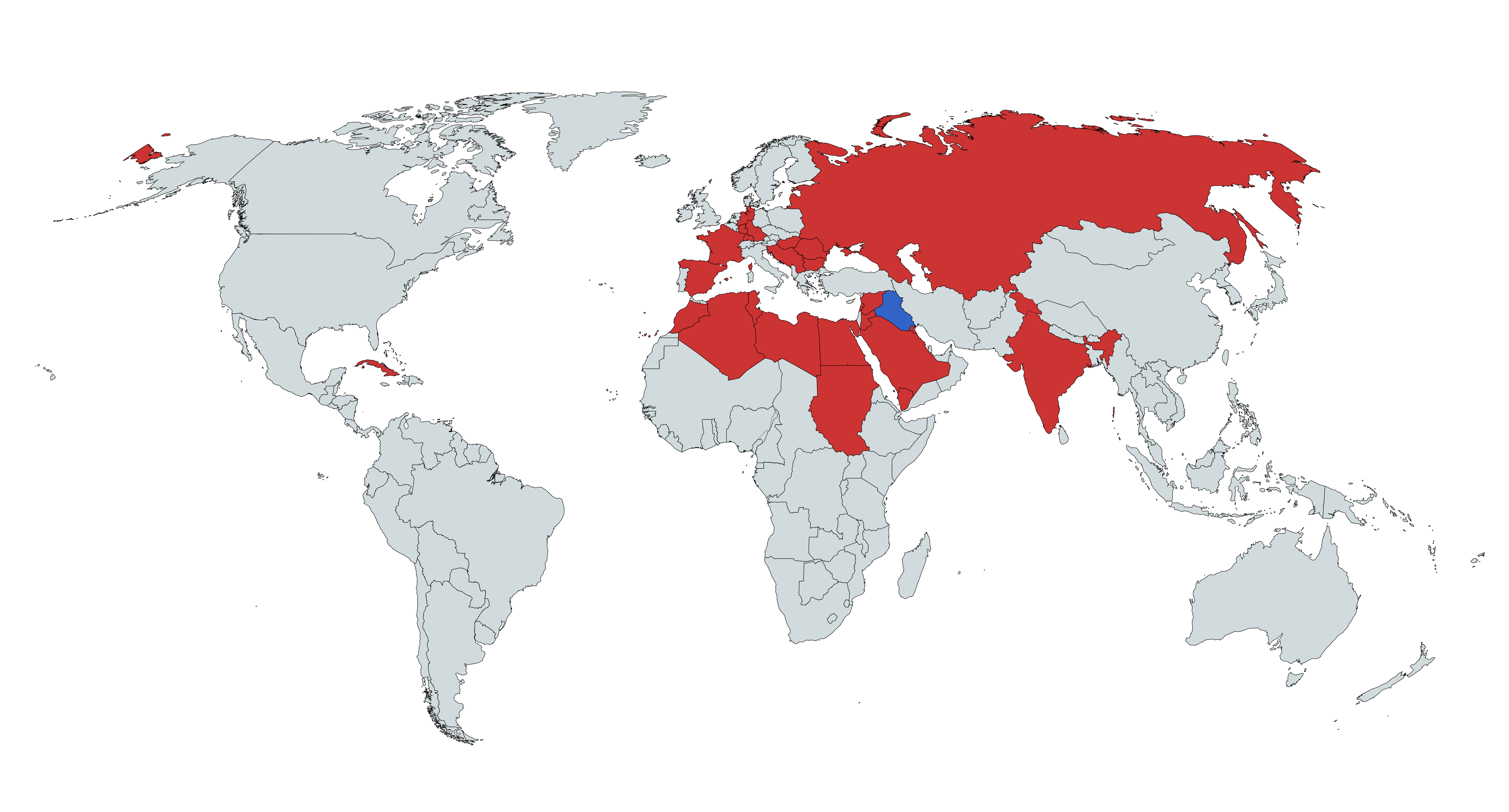
الزيارات الخارجية لصدام حسين

| رقم | تاريخ             | دولة             | المناطق التي زارها | تفاصيل                                 |
| --- | ----------------- | ---------------- | ------------------ | -------------------------------------- |
| 1   |                   | الإتحاد السوفيتي | موسكو              | اللقاء الأول مع يفغيني بريماكوف.       |
| 2   |                   | ليبيا            | بنغازي             | زيارة دبلوماسية، لقاء مع معمر القذافي. |
| 3   | 21–23 ديسمبر 1969 | المغرب           | الرباط             | حضر القمة العربية في الرباط.           |

## السبعينيات
| رقم | تاريخ        | دولة             | المناطق التي زارها | تفاصيل | صورة |
| --- | ------------ | ---------------- | ------------------ | --- | ---- |
| 4   | 21 مارس 1971 | لبنان            | بيروت              | حضر اجتماعًا سريًا مع زوجته ساجدة طلفاح، لقيادة حزب البعث، بمن فيهم ميشيل عفلق وصلاح الدين البيطار. وكان من بين الحضور الأمين العام المساعد شبلي العيسمي، والرئيس العراقي أحمد حسن البكر، وآخرون. |      |
|     |              | الإتحاد السوفيتي |                    | |      |

### 1971
| رقم | تاريخ        | دولة             | المناطق التي زارها | تفاصيل | صورة |
| --- | ------------ | ---------------- | ------------------ | --- | ---- |
| 5   | 21 مارس 1971 | سوريا            | دمشق               | التقى حافظ الأسد حول خطة الملك الحسين للاتحاد العربي. وكان من أعيانه حافظ الأسد، ومحمود الأيوبي، ومصطفى طلاس، ومرتضى الحديثي، وسعدون غيدان.                                                       |      |
| 6   | نوفمبر 1971  | الإتحاد السوفيتي | موسكو              | أول زيارة له إلى الاتحاد السوفييتي، التقى بالزعيم السوفييتي ليونيد بريجنيف ورئيس الوزراء السوفييتي أليكسي كوسيجين. وضم الوفد اليكسي كوسيجين وعبد الخالق السامرائي وعبد الكريم الشيخلي ومحمد فاضل. |      |

### 1972
| رقم | تاريخ            | دولة             | المناطق التي زارها | تفاصيل | صورة |
| --- | ---------------- | ---------------- | ------------------ | --- | ---- |
| 7   | 24 فبراير 1972   | الإتحاد السوفيتي | موسكو              | زيارة دبلوماسية، زار خلالها قبر جوزيف ستالين.                                                                              |      |
| 8   | 27 مارس 1972     | مصر              | القاهرة            | اقتراح اتحاد الجمهوريات العربية بدلا من خطة الملك حسين للاتحاد ومناقشة الدعم العراقي لسوريا ومصر في حرب أكتوبر ضد إسرائيل. |      |
| 9   | 19-21 يونيو 1972 | فرنسا            | باريس              | الزيارة الأولى إلى فرنسا.                                                                                                  |      |

### 1973
| رقم | تاريخ           | دولة             | المناطق التي زارها | تفاصيل                                       | صورة |
| --- | --------------- | ---------------- | ------------------ | -------------------------------------------- | ---- |
| 10  | 24 مارس 1973    | الإتحاد السوفيتي | موسكو              | زرت موسكو.                                   |      |
|     | 13–15 مايو 1973 | أفغانستان        | كابول              | حضر مؤتمر اللجنة الدائمة لحركة عدم الانحياز. |      |

### 1974
| رقم | تاريخ             | دولة                     | المناطق التي زارها            | تفاصيل                                                                          | صورة |
| --- | ----------------- | ------------------------ | ----------------------------- | ------------------------------------------------------------------------------- | ---- |
| 10  | 14 مارس 1974      | الإتحاد السوفيتي         | موسكو                         | زار موسكو بدعوة من اللجنة المركزية للحزب الشيوعي السوفييتي والحكومة السوفييتية. |      |
| 11  | 25–28 مارس 1974   | الهند                    | نيودلهي                       | زيارة دبلوماسية.                                                                |      |
| 12  | يونيو 1974        | الجزائر                  | الجزائر                       | زيارة الدولة.                                                                   |      |
| 13  | 27 أكتوبر 1974    | المغرب                   | الرباط                        | حضر قمة جامعة الدول العربية.                                                    |      |
| 14  | أكتوبر 1974       | الإمارات العربية المتحدة | أبو ظبي، دبي                  | زيارة دبلوماسية.                                                                |      |
| 15  | نوفمبر 1974       | المملكة العربية السعودية | الرياض                        | زيارة دبلوماسية، وأجرى محادثات مع الملك فيصل وولي العهد فهد.                    |      |
| 16  | 10-12 ديسمبر 1974 | إسبانيا                  | غرناطة، طليطلة، قرطبة، مدريد. | دعا الزعيم الإسباني فرانسيسكو فرانكو صدام إلى مدريد وزار غرناطة وقرطبة وطليطلة. |      |

### 1975
| رقم | تاريخ               | دولة                     | المناطق التي زارها | تفاصيل                                                                        | Image |
| --- | ------------------- | ------------------------ | ------------------ | ----------------------------------------------------------------------------- | ----- |
| 17  | 11 February 1975    | الكويت                   | مدينة الكويت       | زيارة دبلوماسية                                                               |       |
| 18  | 3–5 March 1975      | فرنسا                    | باريس              | تناول غداء في فندق ماتينيون خلال لقائه برئيس الوزراء الفرنسي جاك شيراك.       |       |
| 19  | 6 March 1975        | الجزائر                  | الجزائر            | حضر قمة أوبك ووقّع اتفاقية سلام مع محمد رضا بهلوي.                             |       |
|     |                     | موريتانيا                | نواكشوط            | [ 29 ]                                                                        |       |
| 20  | 11 March 1975       | تونس                     | تونس               | زيارة دبلوماسية                                                               |       |
|     | 26 March 1975       | المملكة العربية السعودية | الرياض             | حضور جنازة الملك فيصل                                                         |       |
| 21  | 14-15 April 1975    | الإتحاد السوفيتي         | موسكو              | زيارة دبلوماسية                                                               |       |
| 22  | 29 April 1975       | إيران                    | طهران              | أول زيارة دبلوماسية إلى إيران                                                 |       |
| 23  |                     | ليبيا                    | طرابلس             | زيارة دبلوماسية                                                               |       |
| 24  | 5 May 1975          | بلغاريا                  | صوفيا              | زيارة دبلوماسية                                                               |       |
| 25  | 5—7 May 1975        | رومانيا                  | بوخارست            | زيارة دبلوماسية لثلاثة أيام                                                   |       |
| 26  | 7–9 May 1975        | المجر                    | بودابست            | زيارة دبلوماسية ليومين                                                        |       |
| 27  | 12 May 1975         | ألمانيا الشرقية          | بون                | زيارة دبلوماسية                                                               |       |
| 28  | 6–8 September 1975  | فرنسا                    | باريس              | زيارة إلى المواقع النووية وتوقيع اتفاقية مع فرنسا لبناء مواقع نووية في العراق |       |
|     | 20–23 November 1975 | إسبانيا                  | مدريد              | حضور جنازة فرانسيسكو فرانكو                                                   |       |

### 1976
| رقم | تاريخ          | دولة             | المناطق التي زارها | تفاصيل                                                                              | صورة                                          |
| --- | -------------- | ---------------- | ------------------ | ----------------------------------------------------------------------------------- | --------------------------------------------- |
| 29  | 3 يناير 1976   | إيران            | مشهد               | زارت و صلت في حرم الإمام الرضا في مشهد.                                             | Saddam praying at the Imam Reza Shrine – 1976 |
| 30  | 19 أبريل 1975  | الكويت           | مدينة الكويت       | زيارة دبلوماسية.                                                                    |                                               |
|     | 25 أكتوبر 1975 | مصر              | القاهرة            | حضر قمة جامعة الدول العربية.                                                        |                                               |
| 31  | 13 ديسمبر 1976 | الإتحاد السوفيتي | موسكو              | زيارة دبلوماسية، وعقد محادثات مع رئيس الوزراء أليكسي كوسيجين ومسؤولين سوفييت آخرين. |                                               |
| 32  | 16 ديسمبر 1976 | الجزائر          | الجزائر            | زيارة دبلوماسية.                                                                    | Saddam praying at the Imam Reza Shrine – 1976 |
|     |                | فرنسا            |                    | زيارة دبلوماسية.                                                                    |                                               |

### 1977
| رقم | تاريخ            | دولة             | المناطق التي زارها | تفاصيل | صورة |
| --- | ---------------- | ---------------- | ------------------ | --- | ---- |
| 33  | 1–15 فبراير 1977 | الإتحاد السوفيتي | موسكو              | الزيارة الخامسة للاتحاد السوفييتي، وأجرى محادثات مع أليكسي كوسيجين حول العلاقات الثنائية.                  |      |
| 34  | 13 أغسطس 1977    | الكويت           | مدينة الكويت       | زيارة دبلوماسية.                                                                                           |      |
|     | 2 ديسمبر 1977    | ليبيا            | طرابلس             | حضر قمة بمشاركة زعماء الجزائر والعراق وليبيا ومنظمة التحرير الفلسطينية واليمن الجنوبي لبحث مبادرة السادات. |      |
| 35  | 13 ديسمبر 1977   | فرنسا            | باريس              | اتفاقية موقعة اشترت بموجبها العراق ما يقارب 80 طائرة ميراج فرنسية.                                         |      |

### 1978
| رقم | تاريخ             | دولة             | المناطق التي زارها | تفاصيل                                                                      | صورة |
| --- | ----------------- | ---------------- | ------------------ | --------------------------------------------------------------------------- | ---- |
| 36  | أكتوبر 1978       | كوبا             | هافانا             | زيارة دبلوماسية شملت جولات في مصانع الأسمنت والنسيج وتوقيع اتفاقيات ثنائية. |      |
| 37  | 11-13 ديسمبر 1978 | الإتحاد السوفيتي | موسكو              | زيارة دبلوماسية، وعقد محادثات مع أليكسي كوسيجين.                            |      |
|     | 29 ديسمبر 1978    | الجزائر          | الجزائر            | حضر جنازة هواري بومدين.                                                     |      |

### 1979
| رقم | تاريخ           | دولة    | المناطق التي زارها | تفاصيل                                                                     | صورة |
| --- | --------------- | ------- | ------------------ | -------------------------------------------------------------------------- | ---- |
| 38  | 30 يناير 1979   | سوريا   | دمشق               | محادثات الوحدة بين سوريا والعراق.                                          |      |
|     |                 | الأردن  |                    | [ 54 ]                                                                     |      |
| 39  | 23 نوفمبر 1979  | الجزائر | الجزائر            | زيارة دبلوماسية وزيارة ضريح هواري بومدين.                                  |      |
| 40  | 3–9 سبتمبر 1979 | كوبا    | هافانا             | حضر وألقى كلمة موجزة في اجتماع القمة السادس لحركة عدم الانحياز في هافاناا. |      |
| 41  | 20 نوفمبر 1979  | تونس    | تونس               | حضر القمة العربية.                                                         |      |

## الثمانينيات

### 1980
| رقم | تاريخ             | دولة                     | المناطق التي زارها | تفاصيل | صورة |
| --- | ----------------- | ------------------------ | ------------------ | --- | ---- |
| 42  | 8 مايو 1980       | يوغوسلافيا               | بلغراد             | حضر الجنازة الرسمية لجوزيب بروز تيتو إلى جانب سعدون حمادي والملك كارل السادس عشر غوستاف وعلا أولستن وباتريك هيليري وبرونو كرايسكي. |      |
| 43  | 5 أغسطس 1980      | المملكة العربية السعودية | الرياض             | حصل على دعم سعودي للغزو العراقي لإيران وقام بأول زيارة دبلوماسية رئاسية إلى المملكة العربية السعودية.                              |      |
| 44  | 25-27 نوفمبر 1980 | الأردن                   | عمان               | حضر قمة جامعة الدول العربية في عمان، والتي ركزت بشكل أساسي على الحرب بين إيران والعراق.                                            |      |

### 1981
| رقم | تاريخ          | دولة                     | المناطق التي زارها  | تفاصيل                                                                                                 |
| --- | -------------- | ------------------------ | ------------------- | --- |
| 45  | 7-9 أغسطس 1981 | المملكة العربية السعودية | الطائف، مكة المكرمة | حضر مؤتمرات إسلامية في الطائف ومكة، ركزت على الحرب العراقية الإيرانية، وألقى صدام كلمة موجزة في القمة. |
| 46  | 25 نوفمبر 1981 | المغرب                   | فاس                 | انعقدت في 25 نوفمبر 1981، ولكن عُلِّقَت ثم استؤنفت في عام 1981.                                            |

### 1982
| رقم | تاريخ           | دولة                     | المناطق التي زارها | تفاصيل | صورة |
| --- | --------------- | ------------------------ | ------------------ | --- | ---- |
|     | 13 يونيو 1982   | المملكة العربية السعودية | مكة المكرمة        | حضر جنازة الملك خالد. |      |
| 47  | 6-9 سبتمبر 1982 | المغرب                   | فاس                | حضر قمة جامعة الدول العربية في فاس، وركز على خطة الملك فهد للسلام بين إسرائيل وفلسطين وإطالة أمد الحرب بين إيران والعراق. |      |

### 1983
| رقم | تاريخ          | دولة  | المناطق التي زارها | تفاصيل |
| --- | -------------- | ----- | ------------------ | --- |
| 48  | 7-12 مارس 1983 | الهند | نيودلهي            | حضر القمة السابعة لحركة عدم الانحياز، ونجا من محاولة اغتيال نفذها حزب الدعوة الإسلامية، وفقًا لمصادر محلية. وكان من بين الشخصيات البارزة إنديرا غاندي، وضياء الحق، وياسر عرفات. |

### 1984
| رقم | تاريخ          | دولة | المناطق التي زارها    | تفاصيل                                                                                       |
| --- | -------------- | ---- | --------------------- | -------------------------------------------------------------------------------------------- |
| 49  | 7-9 أغسطس 1984 | عمان | المسكات عنب طيب الشذا | زيارة دبلوماسية وعقد محادثات مع السلطان قابوس بن سعيد في مسقط بشأن الحرب العراقية الإيرانية. |

### 1985
| رقم | تاريخ             | دولة             | المناطق التي زارها | تفاصيل                                                                |
| --- | ----------------- | ---------------- | ------------------ | --------------------------------------------------------------------- |
|     | 13 مارس 1985      | الإتحاد السوفيتي | موسكو              | حضر جنازة كونستانتين تشيرنينكو.                                       |
| 50  | 7-9 أغسطس 1985    | المغرب           | الدار البيضاء      | حضر القمة العربية الاستثنائية بشأن مبادرة السلام الأردنية الفلسطينية. |
| 51  | 15-17 ديسمبر 1985 | الإتحاد السوفيتي | موسكو              | زيارة دبلوماسية.                                                      |

### 1986
| رقم | تاريخ          | دولة                     | المناطق التي زارها    | تفاصيل                            |
| --- | -------------- | ------------------------ | --------------------- | --------------------------------- |
| 52  |                | عمان                     | المسكات عنب طيب الشذا | زيارة دبلوماسية.                  |
| 53  | 15 نوفمبر 1986 | الإتحاد السوفيتي         | موسكو                 | أجرى مفاوضات مع إدوارد شيفرنادزه. |
| 54  | مجهول          | المملكة العربية السعودية | المدينة المنورة       | [ 73 ]                            |
| 55  |                | فرنسا                    |                       | زيارة دبلوماسية.                  |

### 1987
| رقم | تاريخ            | دولة                     | المناطق التي زارها | تفاصيل                                                                    | صورة                                                                  |
| --- | ---------------- | ------------------------ | ------------------ | ------------------------------------------------------------------------- | --------------------------------------------------------------------- |
| 56  | مجهول            | المملكة العربية السعودية |                    | زيارة دبلوماسية.                                                          |                                                                       |
|     | 4 مايو           | الأردن                   | الجفر              | أجرى محادثات مع الرئيس السوري حافظ الأسد للتوسط في الصراع العراقي السوري. |                                                                       |
| 57  | 8-11 نوفمبر 1987 | الأردن                   | عمان               | حضر القمة العربية السادسة عشر في عمان، الأردن.                            | Saddam at the Arab League Summit in Amman, Jordan on 11 November 1987 |

### 1988
| رقم | تاريخ           | دولة                     | المناطق التي زارها            | تفاصيل                            | صورة |
| --- | --------------- | ------------------------ | ----------------------------- | --------------------------------- | ---- |
| 58  | 23-26 مايو 1988 | المملكة العربية السعودية | مكة المكرمة ، المدينة المنورة | أدى العمرة والحج في مكة والمدينة. |      |
| 59  | 7-9 يونيو 1988  | الجزائر                  | الجزائر                       | حضر قمة جامعة الدول العربية.      |      |
|     | 24 يوليو 1988   | المملكة العربية السعودية | الرياض                        | زيارة دبلوماسية.                  |      |
| 60  | 28 نوفمبر 1988  | مصر                      | القاهرة                       | أول زيارة لمصر منذ توليه الرئاسة. |      |

### 1989
| رقم | تاريخ           | دولة                       | المناطق التي زارها | تفاصيل                                             | صورة   |
| --- | --------------- | -------------------------- | ------------------ | -------------------------------------------------- | ------ |
| 59  | 23-26 مايو 1989 | المغرب                     | الدار البيضاء      | حضر القمة العربية الاستثنائية في الدار البيضاء.    |        |
| 60  | 25 سبتمبر 1989  | قالب:بيانات بلد شمال اليمن | صنعاء              | اجتماع مجلس التعاون العربي.                        |        |
|     | 9 نوفمبر 1989   | فيتنام                     |                    |                                                    | [ 83 ] |
|     |                 | الأردن                     |                    |                                                    |        |
| 61  | ديسمبر 1989     | مصر                        | الإسكندرية         | الدورة الثانية لمجلس التعاون العربي في الإسكندرية. |        |

## التسعينيات

### 1990
| رقم | تاريخ         | دولة                     | المناطق التي زارها           | تفاصيل                                                  | صورة                                          |
| --- | ------------- | ------------------------ | ---------------------------- | ------------------------------------------------------- | --------------------------------------------- |
| 62  | 27 مارس 1990  | المملكة العربية السعودية | حفر الباطن ، الرياض          | زيارة دبلوماسية، أجريت خلالها محادثات مع الملك فهد.     |                                               |
| 63  | أبريل 1990    | الأردن                   | عمان                         | زيارة دبلوماسية، وأجرى محادثات مع الملك الحسين بن طلال. |                                               |
| 64  | 17 يونيو 1990 | اليمن                    | صنعاء                        | زيارة دبلوماسية والتقي بعلي عبدالله صالح.               |                                               |
| 65  | 4 أكتوبر 1990 | الكويت                   | الكويت المحتلة من قبل العراق | وقد لاحظ وجود قواته في البلاد بعد الغزو العراقي للكويت. | Saddam addresses Iraqi soldiers in April 1990 |

## العقد الأول من القرن الحادي والعشرين

### 2000
| رقم | تاريخ       | دولة    | المناطق التي زارها | تفاصيل                                           |
| --- | ----------- | ------- | ------------------ | ------------------------------------------------ |
| 66  | سبتمبر 2000 | فنزويلا | كاراكاس            | محادثات مع الحكومة الإيرانية، لتأكيد اتفاق 1975. |

### 2001
| رقم | تاريخ | دولة | المناطق التي زارها | تفاصيل                                     |
| --- | ----- | ---- | ------------------ | ------------------------------------------ |
| 67  | 2001  | كوبا | هافانا             | زيارة للطبيب الكوبي الدكتور ألفاريز كامبرا |